# 才寬
才寬（1454年—1509年），字汝栗，直隸永平府遷安縣人，明朝政治人物。成化戊戌進士。正德間曾任工部尚書，出爲三邊總制。

## 生平
早年出身縣學增廣生，成化十三年（1477年）舉丁酉科順天府鄉試第八十三名。成化十四年（1478年）聯登戊戌科進士，年方弱冠。初知商河縣，歷升石州知州、西安府、淮安府知府，多有異政。遷都察院都御史，巡撫甘肅。轉尚書，因不附劉瑾，出為三邊總制。正德四年（1509年），達延汗進犯花馬池，才寬督戰遇害。贈太子太保，諡襄愍，賜祭廕子錦衣百戶，祀鄉賢。

## 家族
曾祖才仁美。祖父才整。父才通，曾任府經歷。母张氏。具庆下。兄才宏。弟才宣。